# Левончева, Екатерина Андреевна
Екатерина Андреевна Левончева (3 июня 1989, Волгоград) — российская метательница копья.

## Биография
Заняла почётное первое место на Чемпионате России по длинным метаниям — Россия, Адлер — 2006 год , Зимний чемпионат и первенство России среди молодежи (85-87 гг.р.), юниоров (88-89 гг.р.), юношей и девушек (90-91 гг.р.) по длинным метаниям — Россия, Адлер — 2007 год — 1 место, Зимний чемпионат и первенство России по длинным метаниям — Россия, Адлер — 2008год — 1 место, Первенство России среди юниоров (1989—1990 гг.р.) — Россия, Чебоксары — 2008 год — 1 место, Всероссийские соревнования по метаниям на призы учредителя ООО СК «Юность» А. А. Низамутдинова — Россия, Адлер — 2009 год — 1 место, Чемпионат России среди студентов — Россия, Брянск — 2009год — 1 место. Личный рекорд — 53 м 31 см.

## Основные результаты
- Третье место на командном чемпионате России в 2010 году[1].

## Награды и звания
- Мастер спорта России